# Myiopharus serotina
Myiopharus serotina là một loài ruồi trong họ Tachinidae.